# Acroloxus macedonicus
Acroloxus macedonicus is een slakkensoort uit de familie van de Acroloxidae. De wetenschappelijke naam van de soort is voor het eerst geldig gepubliceerd in 1959 door Hadzisce.